# Srivijaya
Srivijaya (traslitterato anche Sriwijaya e Śrivijaya, dal sanscrito Śrī, titolo onorifico che significa fulgido o raggiante e vijaya, era un impero talassocratico buddista con sede nell'isola di Sumatra (nell'odierna Indonesia). Si formò nella prima metà del VII secolo ed esercitò grande influenza su buona parte del Sud-est asiatico. Fu probabilmente una confederazione di diverse città-Stato che si svilupparono in diversi porti della regione.
Secondo le fonti provenienti dagli annali cinesi della dinastia Tang (618-907), Srivijaya fu conosciuto in Cina dapprima con il nome Shih-li-fo-shi (室利佛逝) e, a partire dal 904, come San-fo-chi (三佛斉), nome che compare anche negli annali della dinastia Song. Un'interpretazione di tali fonti ritiene che tra questi due periodi vada inserito il periodo Kha-ling, caratterizzato dal dominio della dinastia Sailendra a Giava. Altre fonti importanti sono le inscrizioni ritrovate nella penisola malese e nell'arcipelago malese. Il regno ebbe fine nel XIII secolo con le invasioni provenienti da Giava. Superando anche il sultanato Majapahit e il Sultanato di Sambas, fu il più grande Stato sorto tra Borneo e Indonesia, con una superficie di 1.200.000 km² nel 1200 d.C.

## Origini
È stata avanzata l'ipotesi che i sovrani di Srivijaya siano stati discendenti dei regnanti del Funan, che professavano il Buddhismo Mahāyāna, costretti a lasciare le proprie terre quando si formarono i regni di Chenla. Trovarono inizialmente rifugio nel regno vassallo di Pan-pan (盤盤) e fondarono Srivijaya (Shih-li-fo-shi) verso la metà del VII secolo dopo aver preso possesso di alcune città della penisola malese. Scomparvero presto i nomi di alcuni di questi centri e già nel 670 negli annali cinesi era rimasto il solo nome Shih-li-fo-shi, registrato come Paese tributario. Alcuni storici ritengono che la prima capitale del regno fosse Palembang, a Sumatra, mentre studi più recenti stimano che fosse Chaiya, oggi un villaggio thailandese nella provincia di Surat Thani, nella penisola malese.

## Espansione

Espansione e declino di Srivijaya

La prima testimonianza dell'esistenza di Srivijaya risale al VII secolo, quando il monaco cinese Yìjìng scrisse di averla visitata nel 671 per sei mesi. La prima iscrizione nella quale appare il nome di Srivijaya è quella di Kedukan Bukit, risale al 683 e fu ritrovata a Sumatra nei pressi di Palembang. La religione prevalente nel regno fu il Buddismo Mahāyāna, mentre la lingua parlata era il malese antico, che ebbe origine tra Sumatra e lo stretto di Malacca. Tra i principali motivi del successo di Srivijaya vi furono la libertà che lasciò ai suoi stati tributari, il formale riconoscimento ottenuto dall'Impero cinese, con il quale mantenne cordiali rapporti che favorirono gli scambi commerciali marittimi tra la Cina, l'India, la Persia ecc., e la lealtà e giustizia con cui i mercanti furono trattati nei suoi porti.
Srivijaya si arricchì diventando uno dei punti di passaggio principali sulle rotte marittime che collegavano l'India alla Cina, in particolare con il controllo dello stretto di Malacca e di quello della Sonda. Secondo le inscrizioni ritrovate nella penisola malese e a Giava, alla fine del VII secolo Srivijaya comprendeva le coste orientali di Sumatra, buona parte della penisola malese e lo stretto di Malacca. Aveva inoltre esteso la propria influenza a Giava, dove probabilmente fu grazie a Srivijaya che prese il potere la dinastia Sailendra.
L'inscrizione di Ligor (l'odierna città thailandese di Nakhon Si Thammarat) del 775 riporta che i Sailendra divennero i sovrani più potenti fra gli alleati di Srivijaya. Ottennero probabilmente tale posizione riportando attorno al 765 sotto il controllo di Srivijaya Chaiya e Ligor, sottraendole al Regno khmer di Chenla che le aveva occupate circa 20 anni prima. Questa zona era di importanza nevralgica per Srivijaya in quanto da Chaiya veniva amministrato il traffico di merci giunte dall'Occidente nel porto di Takua Pa, sul Mare delle Andamane, lungo la via marittima della seta.
Secondo alcune fonti, a partire dall'833 vi furono legami di amicizia tra Srivijaya e i regnanti di Sri Lanka, e nel 960 un re singalese sposò una principessa di Srivijaya. Inoltre, secondo una leggenda di Sri Lanka, Sri Vijaya era il nome del principe indiano che fondò il primo insediamento sull’isola.

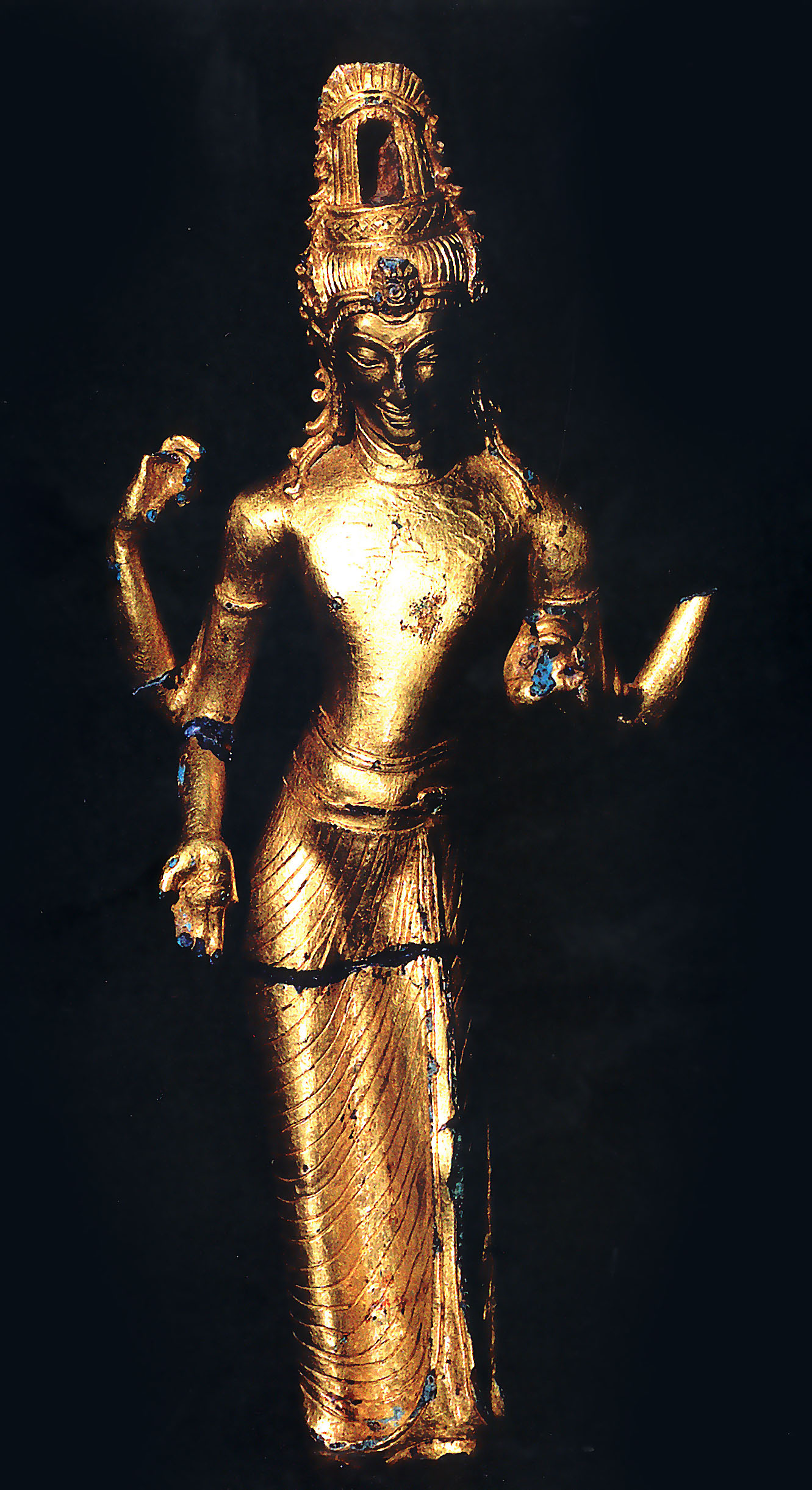
Statua in bronzo raffigurante Avalokiteśvara, rinvenuta a Jambi

## Dinastia Sailendra
Srivijaya mantenne quindi buoni rapporti con il regno giavanese dei Sailendra, basati su scambi commerciali e sui matrimoni tra membri delle due case reali. Secondo altre ipotesi meno credibili, i Sailendra erano i re di Srivijaya che conquistarono Giava o, viceversa, i re di Giava che conquistarono Srivijaya. Con il ritorno dell'Induismo a Giava, verso la metà del IX secolo i Sailendra furono espulsi dall'isola e si rifugiarono a Srivijaya.
Il principe Balaputra, figlio dell'ultimo re Sailendra di Giava e di una principessa di Srivijaya figlia del re Dharmasetu, divenne poco tempo dopo il primo sovrano dei Sailendra a Srivijaya. Un'inscrizione trovata nell'antico sito buddhista di Nālandā, nel nord dell'India, riporta che Balaputra finanziò nell'860 la costruzione di un edificio religioso, a conferma del prestigio che il regno ebbe nella comunità buddhista internazionale di quell'epoca. I Sailendra continuarono a regnare in un periodo di splendore per Srivijaya. Un'inscrizione del 1005 in ricordo di una donazione di un sovrano Chola a un monastero nella costa del Coromandel, riporta che a quel tempo alla guida di Srivijaya vi era ancora un maharaja Sailendra. Si presume che i maggiori centri di potere di questo periodo fossero Jambi, Kedah e Chaiya.

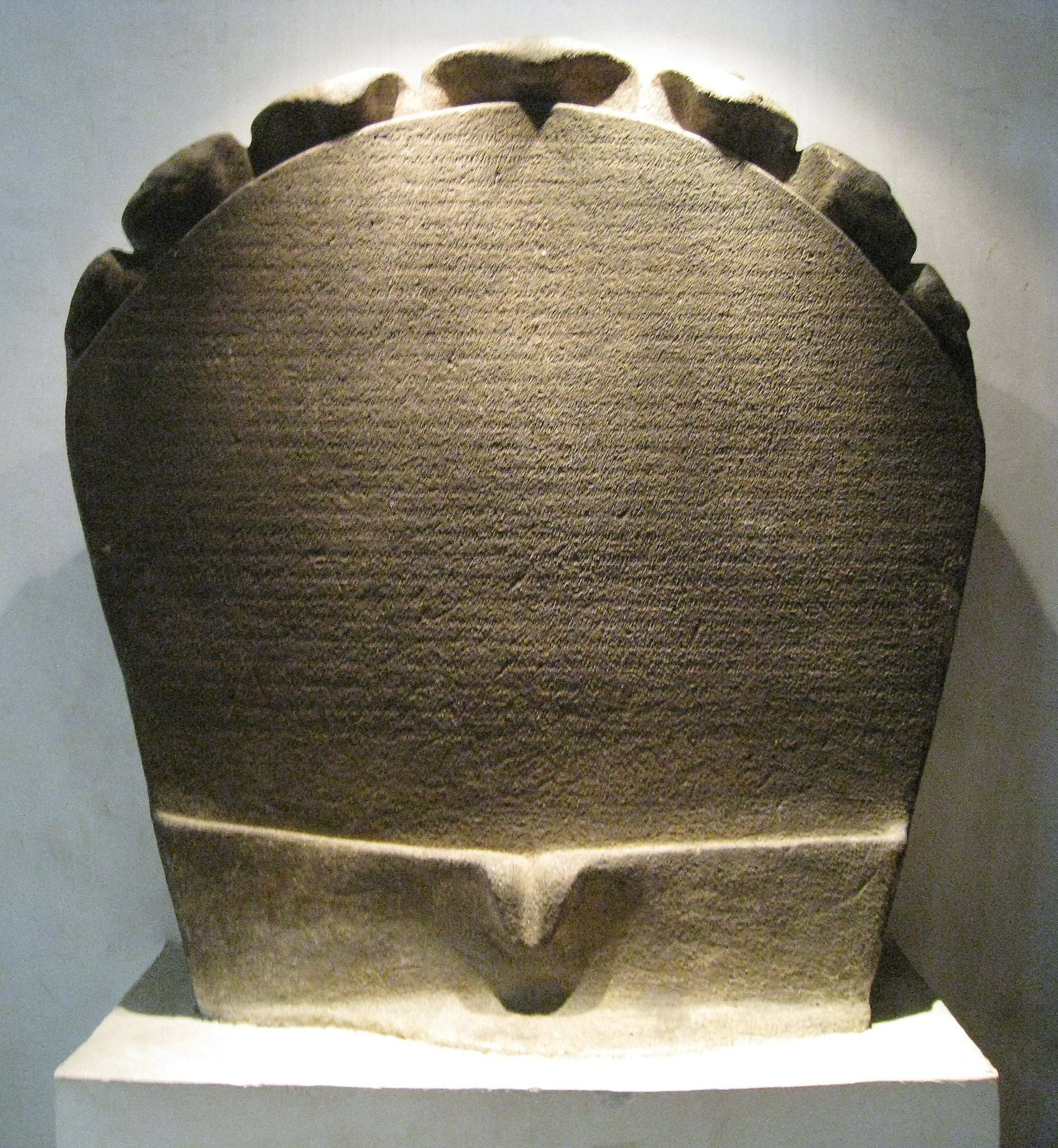
Inscrizione di Telaga Batu, conservata al Museo Nazionale indonesiano di Giacarta

## Declino e fine del regno
Il periodo d'oro di Srivijaya ebbe fine nel 1025 quando, con l'invasione di Sumatra e della penisola Malese da parte delle truppe della dinastia tamil dei Chola guidate dall'imperatore Rajendra I, iniziò il declino del regno. Oltre a perdere il controllo delle rotte marittime, Srivijaya perse anche il controllo dell'istmo di Kra che passò ai Khmer di Suryavarman I, alleato dei Chola. Pur ridimensionati, i Sailendra riuscirono probabilmente a conservare il potere fino all'invasione di Sumatra e della penisola malese da parte del Regno giavanese Singhasari, avvenuta nella seconda metà del XIII secolo, che determinò la fine di Srivijaya. Nello stesso periodo, i siamesi dell'emergente Regno di Sukhothai arrivarono ad occupare buona parte della penisola Malese.
Tra i fattori che contribuirono alla caduta di Srivijaya, oltre all'espansione dei regni giavanesi Singhasari e Majapahit e dei siamesi di Sukhothai, vi fu lo spostamento delle rotte dei traffici marittimi fra Paesi islamici e Cina, sui quali si era basata buona parte della sua economia. Dopo la caduta, il regno fu dimenticato e fino ai primi anni del XX secolo gli storici non sospettarono che nel Sud-est asiatico vi fosse stato un così grande ed influente impero.